# 千禧年電影工作坊
千禧年電影工作坊(Millennium Film Workshop)是一所非营利的媒體藝術中心，位於紐約市曼哈頓東區(East Village)，主於以先鋒實驗電影experimental film（页面存档备份，存于）為主題的電影學習實踐以及展覽。開創人為美國先鋒電影人肯·雅克 (Ken Jacobs).

## 歷史
"千禧年"誕生於1960年代，其時嬉皮文化籠罩和影響社會，且電影與錄像交織在一起。在1965－66年，紐約政府在下東城沿聖馬克(St. Mark's Place (Manhattan))和新學院地帶開創了一系列的藝術工作坊。1966年秋季，“千禧年”的第一代執行理事，先鋒電影導演肯·雅克在每個星期日開始了一項開放式電影展：每一個週日，展示一名電影人的作品。他以此風格延展出了不同的“開放式影展”，由此開闢了一個讓觀眾和導演們交流的空間。這種獨自開放式影展後來在美國得到了良好的發展。

## 項目
［千禧年］主營五個項目包括個人映畫系列(Personal Cinema Series)，電影工作坊(Workshop Program)，器材租借服務(Equipment Access Service)， 千禧年半年刊(Millennium Film Journal)， 和千禧年畫廊(Millennium Gallery)。

### 個人影畫系列
一年中以春，秋，冬為三期的個人映畫系列為觀眾帶來來自各個國界的先鋒派與實驗派電影作品。於1971年接替執行理事職位至今的霍华德·古德潘（Howard Guttenplan 這樣的解釋命名［個人映畫］的緣由：“我們所展示的是一些個人風格非常突出的作品，這些作品自由地去詮釋著廣闊無邊的一些形式，一些主題和意像……他們比起傳統意義上的｛電影｝，往往更與藝術結合。
此系列通常以導演在場解說的形式，並隨之舉辦表演或開放式影展。［個人映畫系列］也希望普及實驗電影這一種新電影類別，並鼓勵展出許多實驗電影學生的作品。許多在電影界具影響力的實驗電影導演，包括實驗電影教父 Stan Brakhage, 以及Jon Jost, Kenneth Anger, Carolee Schneeman, Valie Export, Paul Sharits, Michael Snow等， 都以［個人映畫系列］為其作品的首映。

### 工作坊課程與器材租借
工作坊開設傳媒影像製作的課程。導師包括Alan Berliner, Su Friedrich, Barbara Hammer, Jud Yalkut, Ross McLaren, Jennifer Reeves, Kelly Spivey, Noël Carroll, Nisi Jacobs, Rachel Shuman Jon Jost……課程包括光學印片，數碼剪接軟件Final Cut Pro運用以及一些列的傳統16毫米有聲影片剪接。值得一提的是，千禧年工作坊是今天紐約市極少數的提供16毫米和超8毫米儀器和課程的電影中心。前工作坊會員包括知名影人Oliver Stone, Joie Lee, Jim Jarmusch 和 Susan Seidelman. Andy Wahol在1960年代在均該剪接室里工作過。Jean-Luc Godard曾在1980年代借用過展覽室觀看另一影人Amos Poe的作品。

### 千禧年半年刊
千禧年電影刊物是一本以向先鋒電影理論和實踐致敬的半年刊。在1978年缺乏關於獨立電影人和他們的作品的文章報導之下，由古德潘及其同伴, Alister Sanderson, Vicki Peterson, 和 David Shapiro 創辦。千禧年半年刊每期關注於一個主題，過去的主題包括了： 劇本（1991）， 互動（1995） 另類電影與表演 （2005）（Paracinema and Performance）等等。在過去的30年里，千禧年電影半年刊為實驗電影作出了多方向的理解和詮釋。自1990年開始，刊物中一半的內容以記載新媒體如數碼錄像等內容為新使命，同時在先鋒實驗電影的推借和探索上仍繼續著韌性的努力。
參考資料英文維基Millennium Film Workshop條目